# Гагарки
Гагарки (лат. Alca) — род морских птиц из семейства чистиковых (Alcidae). Впервые описан Карлом Линнеем в 1758 году.

## Виды
- †Alca ausonia
- †Alca carolinensis — ископаемый вид живший в плейстоцене около 5,3—3,6 млн лет назад на территории штата Северная Каролина, США. Впервые описан в 2011 году на основе частичного скелета[3].
- Alca grandis
- †Alca impennis (Бескрылая гагарка)
- †Alca minor — ископаемый вид живший в плейстоцене около 5,3—3,6 млн лет назад на территории штата Северная Каролина, США. Впервые описан в 2011 году на основе частичного скелета[3].
- †Alca olsoni — ископаемый вид живший в плейстоцене около 5,3—3,6 млн лет назад на территории штата Северная Каролина, США. Впервые описан в 2011 году на основе частичного скелета. Голотип USNM 454590 состоит из частичного скелета. Являлся наземным хищником[3].
- †Alca stewarti
- Alca torda (Гагарка)